# Charlotte Bobcats 2013-2014
La stagione 2013-14 dei Charlotte Bobcats fu la 24ª nella NBA per la franchigia.
I Charlotte Bobcats, arrivarono terzi nella Southeast Division della Eastern Conference con un record di 43-39. Nei play-off persero al primo turno con i Miami Heat (4-0).

## Roster
| N° | Naz.                    | Ruolo | Sportivo               | Anno | Alt. | Peso |
| -- | ----------------------- | ----- | ---------------------- | ---- | ---- | ---- |
| 0  | RD del Congo (bandiera) | A     | Bismack Biyombo        | 1992 | 206  | 104  |
| 4  | Stati Uniti (bandiera)  | A     | Jeff Adrien            | 1986 | 201  | 110  |
| 5  | Stati Uniti (bandiera)  | G     | Jannero Pargo          | 1979 | 185  | 79   |
| 7  | Stati Uniti (bandiera)  | G     | Ramon Sessions         | 1986 | 191  | 86   |
| 8  | Regno Unito (bandiera)  | G     | Ben Gordon             | 1983 | 191  | 91   |
| 8  | Stati Uniti (bandiera)  | A     | D.J. White             | 1986 | 206  | 114  |
| 9  | Stati Uniti (bandiera)  | G     | Gerald Henderson       | 1987 | 196  | 98   |
| 11 | Stati Uniti (bandiera)  | AC    | Josh McRoberts         | 1987 | 208  | 109  |
| 12 | Stati Uniti (bandiera)  | G     | Gary Neal              | 1984 | 193  | 95   |
| 13 | Stati Uniti (bandiera)  | G     | Luke Ridnour           | 1981 | 188  | 79   |
| 14 | Stati Uniti (bandiera)  | A     | Michael Kidd-Gilchrist | 1993 | 201  | 105  |
| 15 | Stati Uniti (bandiera)  | G     | Kemba Walker           | 1990 | 185  | 78   |
| 25 | Stati Uniti (bandiera)  | A     | Al Jefferson           | 1985 | 208  | 120  |
| 31 | Stati Uniti (bandiera)  | A     | James Southerland      | 1990 | 203  | 98   |
| 40 | Stati Uniti (bandiera)  | C     | Cody Zeller            | 1992 | 213  | 109  |
| 41 | Stati Uniti (bandiera)  | C     | Justin Hamilton        | 1990 | 213  | 118  |
| 43 | Stati Uniti (bandiera)  | A     | Anthony Tolliver       | 1985 | 203  | 109  |
| 44 | Svezia (bandiera)       | A     | Jeff Taylor            | 1989 | 201  | 102  |
| 55 | Stati Uniti (bandiera)  | A     | Chris Douglas-Roberts  | 1987 | 201  | 91   |

## Staff tecnico
- Allenatore: Steve Clifford
- Vice-allenatori: Patrick Ewing, Bob Beyer, Stephen Silas, Bob Weiss, Mark Price
- Preparatore fisico: Matthew Friia
- Preparatore atletico: Steve Stricker
- Assistente preparatore atletico: Dennis Williams